# Старо-Селиваново
Старо-Селиваново (рос. Старо-Селиваново) — присілок в Ферзиковському районі Калузької області Російської Федерації.
Населення становить 104 особи. Входить до складу муніципального утворення село Ферзиково.

## Історія
Від 2004 року входить до складу муніципального утворення село Ферзиково

## Населення
| 2002 | 2010 | 2011 |
| ---- | ---- | ---- |
| 114  | ↘82  | ↗104 |